# Baron Bliss
Baron Bliss, właśc. Henry Edward Ernest Victor Bliss (ur. 16 lutego 1869, zm. 9 marca 1926) – brytyjski podróżnik, który przekazał w spadku dwa miliony dolarów na rzecz rozwoju ówczesnej brytyjskiej kolonii Hondurasu Brytyjskiego (dzisiejszego Belize).
Nieznane są bliższe szczegóły z życia Blissa. Jego tytuł barona (miał nosić tytuł "4. barona Bliss Królestwa Portugalii") jest również wątpliwy. Wiadomo, że pochodził z hrabstwa Buckingham. W wieku 42 lat został sparaliżowany od pasa w dół. Ostatnie lata swojego życia spędził na wyspach karaibskich (Bahamy, Trynidad). 14 stycznia 1926 przybył do Belize City, gdzie jego statek zatrzymał się w porcie. Bliss chorował wówczas na zatrucie pokarmowe, zmarł dwa miesiące później. I chociaż nie zstąpił na ląd, to miał być wzruszony gościnnością mieszkańców Hondurasu Brytyjskiego. Okazało się wtedy, że baron postanowił przekazać swój majątek mieszkańcom kolonii. Dzięki przekazanym pieniądzom powstało wiele obiektów na terenie całego kraju, m.in. biblioteka w Belize City, muzeum, centrum badawcze, szkoła pielęgniarek, latarnia morska (obok niej znajduje się grobowiec Blissa) oraz liczne ośrodki zdrowia.
Baron Bliss uznawany jest za największego dobroczyńcę Belize. 9 marca mieszkańcy Belize obchodzą święto narodowe – Dzień Barona Blissa (Baron Bliss Day).